# Hermann Reutter
Pour les articles homonymes, voir Reuter.
Hermann Reutter, né à Stuttgart le 17 juin 1900 et mort à Heidenheim an der Brenz le 1er janvier 1985, est un compositeur et pianiste allemand.

## Biographie
De 1920 à 1922, il étudie le piano, le chant et la composition à l'académie de musique (Akademie der Tonkust) de Munich. Dès 1923 il entreprend des tournées de concert comme pianiste accompagnateur et fait exécuter ses premières œuvres au Festival de Donaueschingen et à Baden-Baden. À partir de 1932 il enseigne la composition à la Musikhochschule de Stuttgart, qu'il dirige de 1956 à 1966 après avoir dirigé la Hochschule für Musik de Francfort-sur-le-Main de 1936 à 1945. De 1966 à 1974, il dirige une classe d'interprétation du lied à la Musikhochschule de Munich. Son art a suivi une évolution comparable à celle d'Hindemith et d'Honegger.

## Œuvres (sélection)

### Opéra
- Saul (Baden-Baden, 15 juillet 1928, révision Hambourg, 21 décembre 1947)
- Der verlorene Sohn (Stuttgart 20 mars 1929)
- Odysseus (Francfort 7 octobre 1942)
- Der Weg nach Freudenstadt (Göttingen 25 janvier 1948)
- Die Rückkehr des verlorenen Sohnes (Dortmund 1952)
- Die Witwe von Ephesus (Cologne 23 juin 1954, Neufassung 1966)
- Der Tod des Empedokles (1954, Neufassung Schwetzingen 29 mai 1966)
- Die Brücke von San Luis Rey (Radio de Francfort 20 juin 1954)
- Hamlet (Stuttgart 6 décembre 1980)

### Ballets
- Die Kirmes von Delft (1937)
- Notturno Montmartre (1952)
- Figurinen zu Hofmannsthals „Jedermann“ (1972)

### Chants
- Chorfantasie (1939)
- Hochzeitslieder (1941)
- Fünf antike Oden nach Gedichten von Sappho (Cinq odes antiques après la poésie de Sappho) pour mezzo-soprano, alto (à cordes) et piano, op. 57 (1947)
- Solokantate nach Worten des Matthias Claudius pour voix d'alto, alto (à cordes) et piano (ou orgue), op. 45 (1948)
- Großes Welttheater (1951)
- Land des Glaubens Texte de Rudolf Alexander Schröder (1950)
- Kleines geistliches Konzert pour voix d'alto et alto à cordes (1953)
- Aus dem Hohelied Salomonis, Concerto Grosso pour voix d'alto, alto à cordes, clavier et orchestre (1956)
- Kleine Ballade von den drei Flüssen pour soprano et petit orchestre (1960)
- Szene und Monolog der Marfa aus Schillers „Demetrius“ pour soprano et petit orchestre (1968)
- „Der Liebe will ich singen, à deux voix avec soprano et baryton et orchestre ou piano (1976)

### Symphonie
- Prozession, Dialogue pour violoncelle et orchestre (1957)

### Instrumental
- Fantasia apocalyptica pour piano, op. 7 (1926)
- Die Passion in 9 Inventionen pour clavier, op. 25 (1930); pour guitare traditionnelle (1984)
- Kleine Klavierstücke, op. 28 (1928)
- Rhapsodie pour violon et piano, op. 51 (1939)
- Musik pour alto et piano (1951)
- Pièce concertante pour saxophone et piano (1968)
- Cinco Capricos sobre Cervantes pour alto solo (1968); pour guitare traditionnelle (1984)
- Sonata Monotematica pour violon et piano (1972)
- Abendangelus und Bolero-Fandango pour guitare (1984)